# Aaron Ramsdale
Aaron Christopher Ramsdale (* 14. Mai 1998 in Stoke-on-Trent) ist ein englischer Fußballtorwart. Er gewann mit Englands Nachwuchs die U-19-Europameisterschaft 2017 in Georgien und debütierte in der Saison 2019/20 in der Premier League für den AFC Bournemouth. Aktuell steht er als Leihspieler des FC Southampton bei Newcastle United unter Vertrag.

## Karriere

### Vereinslaufbahn

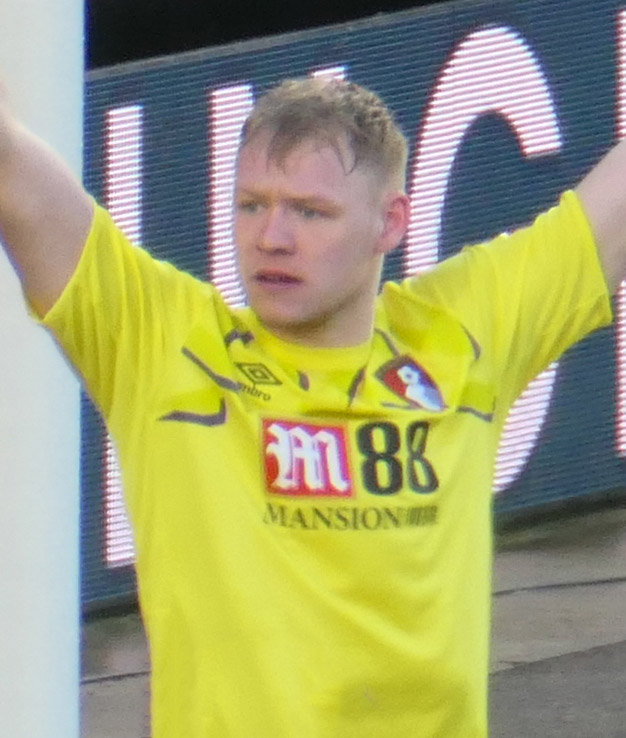
Aaron Ramsdale (2020)

Ramsdale wuchs in Chesterton auf, unweit der Stadt Newcastle-under-Lyme gelegen. Im Sommer 2014 schloss er sich Sheffield United an, nachdem er zuvor bei den Bolton Wanderers ausgebildet worden war. Er entwickelte sich zu einem der hoffnungsvollsten englischen Torhütertalente und unterschrieb im Mai 2016 den ersten Profivertrag bei den „Blades“. Mit Ausnahme zweier Auftritte im FA Cup blieb er jedoch in der ersten Mannschaft im Verlauf der Saison 2016/17 unberücksichtigt und Ende Januar 2017 wechselte er zum Erstligisten AFC Bournemouth für eine kolportierte Ablösesumme von einer Million Pfund. Die Entscheidung von Seiten Sheffields sportlicher Führung, Ramsdale ziehen zu lassen, wurde in der Fachwelt kritisiert; Sheffields Trainer Chris Wilder begründete dies mit gleichsam wirtschaftlichen Vorgaben als auch sportlich, dass neben Stammtorhüter Simon Moore mit George Long und Jake Eastwood adäquate Ersatzleute im Kader waren.
Auch bei seinem Klub in Bournemouth blieb Ramsdale zunächst nur im erweiterten Kader und im Januar 2018 wurde er bis zum Ende der laufenden Spielzeit 2017/18 an den Viertligisten FC Chesterfield ausgeliehen. Dort gab er am 6. Januar 2018 sein Ligadebüt gegen den späteren Meister Accrington Stanley, das mit einer 0:4-Niederlage endete, bei der auch Ramsdale mit einem Eigentor unglücklich aussah. Nach 20 Meisterschaftseinsätzen endete sein Leihengagement mit dem Abstieg als Tabellenletzter. Im anschließenden Jahr entschied sich Bournemouth erneut zu einem Leihgeschäft mit dem jungen Torwart. Ziel war nun der Drittligist AFC Wimbledon und ab Januar 2019 trug er mit 19 Ligapartien maßgeblich zum sicheren Klassenerhalt der „Dons“ bei.
Nach seiner erneuten Rückkehr zum AFC Bournemouth debütierte er am ersten Spieltag der Saison 2019/20 in der Premier League gegen seinen Ex-Klub Sheffield United. In dieser Spielzeit gelang ihm der sportliche Durchbruch; er stieg jedoch mit den „Cherries“ nach 37 Ligaeinsätzen in die zweite Liga ab. Daraufhin kehrte er zum mittlerweile in die Premier League angekommenen Klub aus Sheffield zurück. Dieser zahlte eine Ablösesumme von 18,5 Millionen Pfund und nahm Ramsdale für vier Jahre unter Vertrag.
Ramsdale bestritt in der Saison 2020/21 für Sheffield jedes Ligaspiel als Stammtorwart. Da sich der Verein allerdings nicht in der Premier League halten konnte und als Tabellenletzter erneut abstieg, wechselte Ramsdale in der Folgesaison 2021/22 für etwa 28 Millionen Euro Ablöse zum FC Arsenal. Im Mai 2023 verlängerte er seinen Vertrag vorzeitig, über die Vertragsdauer wurden keine Angaben gemacht.
Im August 2024 wechselte er zum FC Southampton und unterschrieb dort einen Vertrag bis 2028. Im August 2025 wurde er für eine Saison an Newcastle United verliehen.

### Nationalmannschaft
Ramsdale machte sein erstes U-18-Länderspiel für England am 27. März 2016 beim 4:1 gegen Irland und im selben Jahr bestritt er im August die erste Partie für die U-19-Auswahl. In der U-19 stieg er zum Stammtorhüter auf er war Teil der Mannschaft, die die Europameisterschaft 2017 in Georgien errang. Dabei stand er auch beim 2:1-Finalsieg gegen Portugal zwischen den Pfosten und war zuvor in drei Spielen ohne Gegentor geblieben. Ein Jahr später gewann er mit der U-21 das Turnier von Toulon, ohne jedoch über die Rolle des Ersatzmanns hinter Freddie Woodman von Newcastle United hinausgekommen zu sein.
Im Jahr 2021 wurde er nach dem ersten Gruppenspiel für den verletzten Dean Henderson in den englischen Kader für die Fußball-Europameisterschaft nachnominiert. Im Turnierverlauf, der für die englische Mannschaft mit einer Finalniederlage gegen Italien endete, kam er hinter Stammtorhüter Jordan Pickford nicht zum Einsatz. Sein A-Nationalmannschaftsdebüt gab er schließlich im November 2021 bei einem 10:0-Sieg in der WM-Qualifikation gegen San Marino.
Im Jahr 2022 wurde Ramsdale in den englischen Kader für die Fußball-WM in Katar berufen.

## Titel
- U19-Europameister: 2017
- Turnier von Toulon: 2018